# Nilüfer (rivière)
Pour les articles homonymes, voir Nilüfer.
La Nilüfer, en turc : Nilüfer Çayı, est un cours d'eau de la province de Bursa, en Turquie.  Elle prend sa source dans l'Uludağ (Olympe de Mysie), rejoint la rivière Simav Çayı (en grec : Μέκεστος en latin : Macestos) et se jette dans la mer de Marmara.
Elle était nommée dans l'Antiquité Rhyndacos (en grec : Ῥύνδακος en latin : Rhyndacus), et séparait la Mysie de la Bithynie. Lucullus battit Mithridate, ou plutôt son avant-garde, sur ses berges en 73 av. J.-C. Dans la géographie antique le Rhyndacos est un fleuve et le Macestos (Simav Çayı) est son affluent. La toponymie actuelle inverse les rôles : la Nilüfer Çayı est l'affluent de la Simav Çayı.
La rivière a d'abord la direction nord-ouest, elle est barrée par le barrage de Doğancı puis passe à proximité de Bursa et prend la direction de l'ouest. Elle traverse et donne son nom au district de Nilüfer dans l'agglomération de Bursa.